# Senllí
Senllí, o Sentllir, és una partida rural del terme municipal de Conca de Dalt, dins de l'antic terme d'Hortoneda de la Conca, al Pallars Jussà. Es troba en territori del poble d'Hortoneda.
Està situat a prop i a l'est-nord-est d'Hortoneda, a migdia de l'enclavament dels Masos de Baiarri. El territori està emmarcat al nord pel barranc de la Creu, al sud per la llau de Segan i la llau de la Mitgenca, a ponent pel barranc d'Eroles, i a llevant pels contraforts del Montpedrós.
Formen aquesta partida 121,8840 hectàrees de conreus de secà, amb força pinedes, pastures i zones de matolls i improductives.